# 沈阳二战盟军战俘营旧址
瀋陽二戰盟軍戰俘營舊址，又稱奉天俘虏收容所（日语：奉天捕虜収容所）、奉天盟军战俘集中营，位於辽宁省沈阳市大東區，是第七批全國重點文物保護單位的近現代重要史跡及代表性建築之一。戰俘營舊址共佔地45,355平方公尺，在第二次世界大戰期間曾經關押了2,018名來自同盟國的戰俘，成為日軍對外政治宣傳的「模範戰俘營」，亦被認為是日軍戰俘營當中最有代表性的一座；戰俘當中有250人死去，其餘戰俘在1945年9月前陸續回國。瀋陽二戰盟軍戰俘營舊址在2013年被列為全國重點文物保護單位，尚未完全修復，舊址上設有陳列館。

## 歷史

### 永久戰俘營建成前
第二次世界大戰時，中国东北地区建立了受大日本帝國操控的满洲国，奉天市（今瀋陽市）是满州国的重要城市之一，日本在當地建立兵工厂以便進行其他战争，但當地在中國抗日戰爭进入相持阶段後面臨缺乏劳动力的問題。1941年12月，太平洋战争爆发，日军在东南亚各地的戰爭俘虏了近20万名同盟國軍人，不少日本佔領地均設立了戰俘營。
1941年，約90,000名美國和菲律賓軍人在菲律宾巴丹半岛遭到日軍俘掳，經過巴丹死亡行軍被押到吕宋岛奥德内尔战俘营，有54,000人存活下來；日军從這些战俘中挑选出數千人，押送到釜山港，再經火车來到奉天的战俘收容所。同時，马来亚和新加坡的英国和澳大利亚战俘途经西贡（現名胡志明市）、高雄港、釜山、汉城，与美军战俘会合，一同抵達奉天；一些英国和荷兰战俘則分别從香港和印尼乘船，經台湾和朝鲜後乘火车到奉天。
這些同盟國战俘要到满洲工作机械株式会社勞動，生产机床和武器；在他們被押至奉天的初期，當地尚未建立好戰俘營，战俘們暫時被关押在原來的东北军第七旅驻地北大营，被迫每天步行五公里到兵工厂工作。由於天气寒冷、欠缺醫療服務、糧食缺少等因素，大批被關在奉天的战俘死去；美军战俘到达奉天的151天後有201人身亡，1942年的冬季總共有224名战俘死亡。

### 永久戰俘營建成後

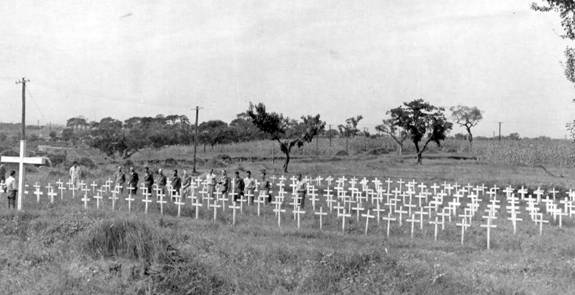
身亡戰俘的墓地

#### 建立原因及過程
1943年6月21日，乔·查斯奇、弗迪南德·梅里格鲁、维克托·帕里奥迪三名美军战俘計劃逃亡，從中國工人高洪福的員工手上獲得地圖，成功逃离日軍的關押:8–9:28。日軍先是抽打營內的战俘，強迫他們供出關於逃脫事件的資訊，未果；但是，由於盟軍战俘的容貌與中國的軍民格格不入，因此他們很快被日軍捕獲。涉事的中國工人被判監禁10年，三名逃脫的战俘亦因逃亡、在逃亡過程中殺死日本军警、暴力反抗等罪名而被判處死刑:9。
在战俘逃脫事件後，日本方面在满洲机械株式会社旁边建立了一座永久战俘营，名為奉天俘虏收容所，旨在防止战俘逃亡、加强管理战俘、以及提升战俘的工作效率，战俘們在同年7月29日被转移到收容所。其後，奉天俘虏收容所設立了兩座位於滿洲國四平省的分所、以及三座同樣位於奉天的派遣所:96。奉天俘虏收容所被認為是日军战俘營當中最有代表性的一座。

#### 日軍的管理
关东军奉天独立守备步兵第一大队負責管理奉天俘虏收容所，戰俘營在1945年時有154名日军职员、以及428名負責外围警戒的兵員；收容所的管理階層有「庶务股」（採購及提供糧食）、「警戒股」（负责战俘营的外围警戒、押送前往勞動的战俘）、「劳务股」（與工厂签訂合同，安排战俘工作）、「经理股」（管理战俘营的財政事務）、「医疗股」（管理战俘的醫療事宜）、「监视情报股」（监視战俘行动和通信）以及「文书股」（編寫、发送和管理文書）。松田元治是奉天俘虏收容所的所长，他是收容所的最高长官。
奉天俘虏收容所裡的战俘要遵守严格規則，他們要在早上六時起床、点名和吃早饭，营房要整洁，私人物品要整齊，不可以擅自拿取或损坏日军的用品；战俘看到日本軍人要行90度鞠躬以示敬礼，而且要学會聽和說一些基本的日语。日軍會處罰不守規則的戰俘，違反規則的戰俘亦會被記上黑点，一周内被記上最多黑点的战俘會遭到惩罚。收容所內的惩罚手法包括剝奪糧食、在雪地裡罚站、敲打各身體部位、竹刀抽打等，這得看当值日军的心情；战俘亦有可能被處以名為「重谨慎」或「重营仓」的禁閉處罰，被處以「重谨慎」的战俘只能坐在自己的铺位上，不能说话或胡亂移動，被處以「重营仓」的战俘則會被单独拘禁在狹小地方裡最少三天。
為了策動針對美国本土的细菌战，奉天俘虏收容所的战俘曾被用作人體實驗。根據1943年的关东军任命书《关总作命丙第九八号》，約20名731部队人員曾被派遣至奉天俘虏收容所，他們獲安排從事的工作是「支援和指导该战俘营进行防疫业务」；在伯力審判上，731部队的軍官柄泽十三夫承認曾在1943年對奉天俘虏收容所的美国战俘进行研究，檢驗他們的血液，從而證明不同人种的血清免疫無異。盟軍戰俘罗伯特·布朗憶述，一群医生打扮的日本人曾經來到收容所，强行為戰俘們注射（據稱所注射的是細菌疫苗），事後有人死亡；布朗當時被一名日本医生救活，該名医生在戰後承認是731部队成員。另一名戰俘爱伦指出，一批戰俘曾被安排集体接受「防疫注射」，當中不少人因此死去。
奉天俘虏收容所是日军對外政治宣傳的「模范战俘营」，不少日军宣传机构來到收容所採访、拍照，又或是拍攝电影，宣传战俘生活安逸，而日本军官與其他战俘营的看守人員則要來奉天俘虏收容所參觀。在俘虏收容所內部，日本人也向盟軍战俘宣傳「东亚共荣」:89。

#### 戰俘生活
根据1945年1月的名册，奉天俘虏收容所及第一、第二分所共关押了2,018名分別來自美国、英国、澳大利亚、荷兰、加拿大、新西兰、印度等同盟国的战俘，战俘的平均年龄是26岁，他們當中共有250人死去，死亡率為16%。這些战俘當中，523人為校官以上，76人為准将以上；香港总督杨慕琦、美国的喬納森·溫萊特中将等知名軍事人物均曾被關押。26名來自美国、英国和澳大利亚的将領是在1945年4月因日军东南亚戰事失利而被押來的。
战俘們的工作服是一件连身白色囚衣，左邊胸口有一個寫上编号的牌子；名牌分為红、黄、蓝三种颜色，红色代表該名战俘贪吃，黄色代表是不良少年，蓝色代表一般的战俘:89:26。战俘在早上六時起床，七時獲分配工作，八時開始勞動:26。健康情況較差的留在俘虜收容所裡工作，例如挖排水沟、修建防洪堤、處理炊事、修补衣履、農耕，以及為身亡的战俘挖掘坟地；健康情況較佳的則要徒步前往满洲工作机械株式会社勞動，日本軍人在队伍两侧拿着刺刀巡视，跟在队伍後面的卡车负责防止战俘逃脫，並把支撐不住倒地的战俘抬上车:26–27。他們的工作时间是上午八時到下午五時，中午可以休息一小时；上午十時和下午三時分別有五分钟時間吸烟，其餘時間禁止吸烟:89。
飲食方面，战俘們主要進食有玉米和白菜作配菜的稀薄湯水，以及玉米和高粱等粮食的混合物；雖然他們的伙食比中國平民的好得多，但這些糧食與战俘以前的飲食落差太大，而且不能補充脂肪和蛋白質，因此很多人死於营养不良，有些战俘要捕食野犬和蚯蚓充飢:89。禦寒方面，天氣嚴寒的奉天能夠低溫至摄氏零下40度，战俘沒有厚的棉衣，每天只有两桶可用作取暖的煤；收容所內唯一用作取暖的設施是一台俄式暖爐，但盟軍戰俘看不懂暖爐上的俄語說明，因而無法使用。俘虏收容所的浴室是一個露天区，战俘脱光所有衣服，用小木盆舀溫水洗澡，在严寒的冬季就不能洗澡了。
奉天俘虏收容所的医务室缺乏药品和医疗器材，只能為傷病戰俘包紮伤口、以及治疗感冒等轻微疾病，沒有痢疾等傳染病的药品，導致不少戰俘死亡。红十字国际委员会向俘虏收容所寄来了许多药品，但日方沒有供應給戰俘使用，而是据为己有；直至收容所在1944年被美軍误炸，日方在戰俘的强烈要求之下发放這些药品，治療在轟炸中受伤的战俘。收容所的卫生条件欠佳，數百名痢疾患者得共用同一個便盆；一些患者为避免交叉感染而自行使用戶外的洗手間，却得了肺炎而死。在永久戰俘營建成之初，水管因維修未完成而不能供水，而且兩台水泵都坏掉了，井水則含有伤寒、副伤寒以及其他病菌；军医禁止战俘飲用未煮沸的井水，但由於缺水的緣故，有些人沒有理會禁令，照樣飲用井水:76。除非病得不能走動，否則患病的戰俘仍然要工作。
战俘的主要娛樂方式是掷骰子、撲克、廿一點等的赌博活動，雖然有宗教信仰的戰俘反對這樣的娛樂，但大多數戰俘均喜歡以赌博消遣；除了赌博外，战俘的消遣活動还包括祈祷、畫漫画、拉小提琴等。有些战俘很乐观，他們想法子為戰友們製作圣诞贺卡，又與戰友們打赌战争结束的時間。

#### 戰俘對日軍的抵抗
戰俘抵抗日軍的手法包括刻意妨礙生产、静坐拒绝勞動、以及紀錄日軍行徑，他們亦會得到中國人的友誼和帮助:27–28。
格羅海特等同盟國戰俘曾被日本人要求生產用於零式戰機起落架左右兩邊的齒輪，由於這樣生產出來的戰機是用於與同盟國作戰，因此他們十分抗拒；因此，格羅海特等人決定只生產右邊的齒輪，令產品全數作廢，而日本人也想不出理由來懲處，成為戰俘們的初次抗爭:27。戰俘還曾經用其他方法來刻意妨礙軍備的生产，有戰俘用起重机把產品摔坏，亦有一群戰俘合作縱火烧毀整座工作室；有人破壞工艺规程，令生产出來的皮革過薄，亦有人关上暖气阀门，令工厂因生产管道被冻坏而停产:27。一批战俘曾因伙食短缺而集體靜坐示威，拒絕勞動；日本人便讓他們用膳後才繼續工作，沒有處罰示威的战俘:28。
在奉天俘虜收容所裡，日軍嚴禁戰俘們撰寫日记。英國戰俘羅伯特曾經逃過日軍的監視，在洗手間寫下戰俘勞動的時間和地點，希望向外傳遞情報，但戰俘傳遞情報的計劃因日軍搜查而失敗。日軍又發現，羅伯特的書本內夾了一張紙，紙上寫了一首題為《滿洲》的詩歌，含蓄地紀錄日軍的行徑；他遭到禁閉五天，以示懲處。亦有數名战俘從工厂偷运纸笔出去，在营房创作漫画，描述战俘的工作和生活。
在盟軍战俘被關押於奉天的初期，奉天的平民會嘗試偷运粮食給战俘，而战俘也會向民眾提供一些物品，但日军日益增強的監控令這些交易逐漸变得困难。與战俘一同在工廠勞動的中國工人也會幫助盟軍战俘，他們為战俘捎來外界的消息，向他們提供食物和香烟，又協助战俘把偷来的物品賣出去。

### 戰俘營的解放

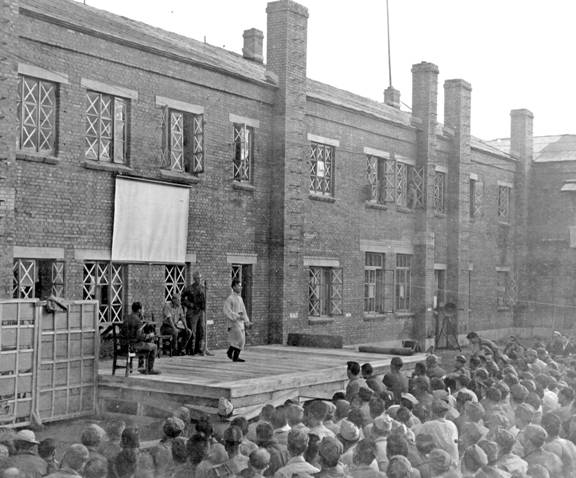
蘇聯紅軍解放後的戰俘營，一名俄羅斯舞蹈員為戰俘們表演

日本方面計劃，在戰事失利後帮助曾經虐待战俘的人員不留线索地遣散；如果美军進攻日本本土的話，就把奉天俘虜收容所的戰俘全數殺死，以免留下任何证据。由於一批美国将領在1945年4月被押到收容所，美軍開始筹备营救戰俘计划。在1945年8月的廣島市原子彈爆炸後，日本人決定把戰俘全數殺光，並安排他們的处决；因此，盟军决定提前進行营救计划。
在日本投降後的1945年8月16日，美軍派出B-24轟炸機從西安來到奉天，轟炸機用降落伞给剛落地营救人員空降武器、通讯器材、医疗设备和糧食；营救人員向當地人询问奉天俘虜收容所的位置，有中国人主动為他们带路。有日军零式战斗机打算以自杀攻擊的手法撞击B-24轟炸機，但未能撞過去，只是在轟炸機下方掠过。营救人員来到俘虜收容所，剛好阻止了日军全數殺死战俘的计划，向战俘宣佈日本投降、二戰结束的消息；营救人員又在俘虜收容所內播放电影和舞曲，以及把日軍扣押的家信發給戰俘。但是，由於美國、英國和蘇聯簽訂的《雅尔塔协定》訂明由苏联收复中国东北地区，因此战俘尚未能离开，要等待苏联红军來解放戰俘營。
1945年8月8日，苏联红军進駐奉天，控制机场、铁路等基礎設施，以及奉天俘虜收容所。一名苏联軍官宣佈解除日军武装，安排一些盟軍战俘接收日本軍人的槍械，转為看守日本軍人；此後，然后，軍官宣佈戰俘們重获自由。苏联红军為戰俘們提供交通上的便利，以便他們返回本國；患上嚴重疾病、急需救护的29名战俘首先在同月24日乘飞机离开奉天，其餘的1,583名战俘亦陆续乘火车到大连，再分別乘搭救援号医疗舰和APA-145型运输舰回国。除了少數工作人员外，所有战俘在1945年9月11日前已离開奉天。1945年9月8日，美國政府派員為死去的战俘举行宗教仪式，並把他們的遺體從原本的墓地挖出來，然後把他們的骨灰运回美国、菲律宾等地安葬。
奉天俘虜收容所解放後，戰俘營舊址曾先後被国民政府和中捷友誼廠使用，有些建筑被改建為住宅；在文化大革命期間，戰俘營舊址的一些建筑遭到拆除，原址也建立了新的建筑物。

## 結構
根據日方文件，奉天俘虜收容所共佔地45,355平方公尺，從東面到西面長约320公尺，從南面到北面長约150公尺，收容所四周有電籬笆、以及兩公尺高的围墙；整個收容所合共有20多座各種用途的建筑物，其中最主要的是三座用於关押战俘的兩層高营房，其他建筑物有食堂、厕所、盥洗室、医院、水塔、锅炉房等。所有房子和围墙以水泥砖建成，房子的砖墙上有木质人字架，盖顶是油漆铁皮；水塔是紅磚砌成的，锅炉房的烟囱則是以钢筋混凝土建成。
收容所的北半部有日本軍官辦公室、監獄、彈藥庫、廚房等設施，是日方管理人員活動的區域，日军办公室的东侧有一座面积為162平方公尺的附属用房；收容所的南半部是关押战俘的营區，有食堂、医院和三座营房。医院位於收容所的西部，樓高两层，建筑面积约為520平方公尺。每座营房均長六至八公尺，兩層各有南北两排床舖，中间的區域是过道；南北两排分別有20个床铺，每个床铺有八名战俘共用，因此每座营房关押了約640人。

## 保護和開發
瀋陽二戰盟軍戰俘營舊址在二戰結束後的半个多世纪一直未受重視，直至有倖存戰俘提起才引起各界對戰俘營舊址的關注，時任中共中央政治局常委李长春、国务委员唐家璇、外交部部长李肇星等政府高層均曾到此參觀。瀋陽二戰盟軍戰俘營舊址在2005年5月被定为瀋陽市文物保護單位，在2008年6月被列入第八批遼寧省文物保護單位，又在2013年被列入第七批全國重點文物保護單位的近現代重要史跡及代表性建築；雖然医院是戰俘營舊址的一部分，但截至2014年尚未被列為全国重点文物保护单位。瀋陽二戰盟軍戰俘營舊址被認為是中國大陸、以至亚洲保存得最好的战俘营旧址之一；但是，截至2015年，只有12,000平方公尺的旧址得到了保护和修复，其餘部分已被用作其他用途。
2005年，沈阳市文物局為更佳地保護戰俘營舊址、以及準備建设陈列馆而派員赴美考察，與倖存戰俘和研究瀋陽二戰盟軍戰俘營的組織联絡，取得一批第一手资料；2006年，一群倖存美国戰俘在研究組織工作人员的陪同下到訪战俘营旧址，在战俘营旧址举行纪念活动。美國老兵的訪問结束後，沈阳市人民政府决定筹辦在瀋陽二戰盟軍戰俘營興建陈列馆，合共投资2.46亿人民币；筹備建立陈列馆的單位召开學術研討會，学者和倖存战俘在會上探討战俘营的議題，成功為陈列馆的建设提供理论支撑。沈阳二战盟军战俘营旧址陈列馆最終在2013年5月18日开放，展出逾500張历史照片和近百件文物，以及画作、雕塑、电子地图等展品，展示沈阳二战盟军战俘营的历史。
2015年，沈阳二战盟军战俘营旧址陈列馆、中国驻英国大使馆、《中国日报》报社和利物浦文化局在英国利物浦合辦一場展覽，展出關於战俘营的文物。